# 世界の相撲一覧
世界の相撲一覧（せかいのすもういちらん）には、世界中の相撲・レスリング・柔術を国・地域ごとに列挙する。
その他の武術・格闘技については「格闘技の一覧」を参照。

## 東アジア

### 日本
- アマチュア相撲 - 学生相撲や実業団相撲。
- 相撲 - 日本の伝統的な相撲。
- 大相撲 - 相撲のプロ興行。
- 柔道 - 各柔術流派の技術を取り入れた競技。
- 七帝柔道 - 七大学柔道、七大柔道とも呼ばれる。旧帝大の柔道部で行われている寝技中心の柔道。高専柔道の流れを汲む。
- 高専柔道 - 旧制高等学校・大学予科・旧制専門学校で行なわれる寝技中心の柔道。
- 柔術 - 日本の古武道。戦国時代に体系化された。
- 組討 - 戦国時代から江戸時代まで行われていた武芸。鎧を着た状態での組技。古流柔術の原型。不意打ちなどあらゆる状況を想定した侍・武士の鍛錬。
- 武家相撲 - 組討の一種。テイクダウン技術に特化。

### 沖縄県（琉球諸島）
- 沖縄角力（おきなわすもう） - シマ、ウチナージマとも呼ばれる。柔道衣（角力着）を着て帯を締め、相手と組んだ状態から行われる。相手の背中（両肩）を地面に付けると勝ちになる。
- 手組（てぐみ） - 無刀（ムートウ）とも呼ばれる。沖縄の伝統レスリング。関節技、絞め技、押さえ込み技が存在し、試合は相手が降参するまで続く。

### 朝鮮半島（韓国、北朝鮮）
- シルム - 腰と大腿部にサッパと呼ばれる布帯を巻くベルトレスリングの一種。韓国では上半身裸に半ズボン、北朝鮮では上半身Tシャツに半ズボンを着用。互い組み合った状態から開始する。試合時間は3分。直径8ｍの円形の砂場で試合を行う。相手の膝から上を地につければ勝ちとなる。実業団によるプロリーグが存在する。ユネスコの世界無形文化遺産。

### 中国
- 角力（ジュウリィ） - 中国の伝統的な相撲。角觝、角抵、相撲、争交とも呼ばれる。
- 摔角（シュアイジャオ） - 中国の伝統的な相撲。袖の短い柔道衣、短いパンツ、レスリングシューズを着用。ジャケットレスリングの一種。体重別、ポイント制。
- 摔跤（シュアイジャオ） - 中国の伝統的な相撲。北京摔跤と呼ばれるスタイルが一般的。衣装は半袖の道着、ズボン、腰帯、靴。試合場は跤台(ジャオタイ）と呼ばれる円形の土俵。
- 北京摔跤（ベイジンシュワイジャオ） - 「京跤」とも呼ばれ、満族の摔跤に由来し、善撲営の正統派を継承しています。もともとは清朝時代に八旗兵士の間で行われたスポーツ競技であり、「摜跤（グワンジャオ）」「撩跤（リャオジャオ）」とも呼ばれています。
- 天津摔跤（中国語: 天津摔跤）（テンジンシュワイジャオ） - 上半身に何層もの綿布で作られた「褡裢（ダーリャン）」を着用し、腰には帯を巻き、下半身には長ズボンを穿（は）き、足にはソフトソールのハイカットゴムブーツを履く。
- 保定摔跤（中国語: 中国式摔跤#摔跤流派）（バオディンシュワイジャオ） - 技術の速さを重視し、大架式（大きな構え）のスタイル。「撕（引き裂き）」「崩（崩し）」「捅（突き）」の技術が特徴的で、試合開始直後に素早く相手を倒す。
- 山西摔跤（中国語: 中国式摔跤#摔跤流派）（シャンシーシュワイジャオ） - 脚を抱える技術に優れている。試合は跤褲（レスリングパンツ）だけを着用し、泥の中で行われることが多く、「摸泥鰍」とも呼ばれる。
- 蒙古摔跤（モンゴシュアイジャオ） - モンゴル族のブフ（モンゴル相撲）。
- 水摔跤（シュイシュアイジャオ） - 河南省・山東省。川や池などの水中で行う相撲。水中の特性を利用した技が特徴でバランス感覚と体力が求められる。
- 挠羊跤（中国語: 挠羊赛） -  山西省北部忻州。「挠羊（ナオヤン）」や「跌对（ディエドゥイ）」とも呼ばれる。「挠羊」という言葉は、羊を担ぐという意味があり、勝利と力を象徴する。試合場は伝統的には田んぼや野原、河原の砂地等の自然の地形の他、打谷場（脱穀する場所）を利用する。
- 相撲（シャンプー） - 河南省と陝西省。ベルトレスリングの一種。
- 切里西（中国語: 且力西）（キリシ） -  且力西とも呼ばれる。ウイグル族。ベルトレスリングの一種。
- 几格（ジーグェ） - 四川省・雲南省の彝族。ベルトレスリングの一種。几格は腰を掴むという意味。
- 北嘎（ベイガ） - 衣装は伝統的には上半身裸にショートパンツ、布ベルト、チベットブーツを着用。試合場は14ｍの正方形または直径14ｍの円形。試合中は相手のベルトを握り続ける。相手の肩、背中、腰、腰、尻を地面に付ければ勝ちとなる。個人戦とチーム戦。体重別階級制。
- 摜牛（グワンニュウ） - 浙江省の回族。猛牛を相手にするレスリング。出場者は3分以内に素手で牛を地面に押し付けなければならない。
- 抱腰（バオヤオ） - 抱架腰（バオジアヤオ）、苗族摔跤とも呼ばれる。苗族/モン族の伝統的なベルトレスリングの一種。伝統的な衣装を纏って戦う。試合場は伝統的には土や草原地。試合は互いの腰を抱えた状態から始める抱腰と、任意の体制から始める自由式の２つのスタイルがある。相手の背中を地面に付ければ勝ち。選手が同時に倒れた時は優れた技を掛けた選手の勝ち。制限時間内に勝敗が決まらない場合は審判による判定。禁止技は髪を掴む、目突き、喉掴み。怪我を負わせる意図があれば失格負けとなる。試合は旧暦の1月17日、3月3日、4月8日、6月6日などの祭日に開催され、優勝者は「盖场（ガイチャン）」（強い支配者）と呼ばれる。
- 格（中国語: 彝族摔跤）（グー） -  彝族摔跤、杏格とも呼ばれる。イ族の伝統的レスリング。
- パ・シルム - 朝鮮族の相撲。
- バンジャオ - トン族の相撲節に行われる虎退治の故事に由来する。帯の両端を掴んでマワシとして扱う。

### 台湾
- オロツ - アミ族の夏の収穫祭でおこなわれる。観客含め女人禁制である。
- マリウリウス、マルブルブ、マルフルフ - プユマ族の夏の収穫祭でおこなわれる。

### チベット
- 北嘎 - 伝統的なベルトレスリングの一種。民族衣装を着て腰に巻いた紐を持って行う。
- ケネ -

### モンゴル
- ブフ（ハルハ・ブフ） - モンゴル相撲とも呼ばれる。伝統的な立技組技系格闘技である。ジャンジン・マルガイ（民族帽子）、ゾドク（ベスト）、ラクダの後ろ足のようなショーダク（ブリーフ型のパンツ）、グダル（ブーツ）を着用。土俵が無く、肘、膝、頭、背中、尻のいずれかがつくと負けになる。足を取っても良い。
- ブク・ヌーロルドゥーン - 西モンゴル。
- ウゼムチン・レスリング - 南モンゴル。

### 内モンゴル
- ブフ（ウジュムチン・ブフ） - 革のベスト・ブーツ・足袋・首飾りを着用。土俵が無く、足の裏以外が地面につけば負けとなる。足を取るのは禁止。

## 東南アジア

### インドネシア
- ベンジャン・グラット（インドネシア語: Benjang (beladiri)） - ベンジャンファイトとも呼ばれる。芸術と武道を合わせた伝統的なレスリング。祭りではお面を付けたり獅子舞の格好でぶつかり合う。
- メガンパン・レスリング - メガンパン島。伝統的レスリング。泥や川で投げ合う。試合中は伝統音楽の演奏される。
- アドレンガ - アンダマン島
- パナエ・ムリン - アンボン島。ウリアッサ島
- ペルラエ - サブ島
- ムダリア - シウー諸島
- グルカン（ジャグウィアン） - ジャワ島。
- メウルホ - スマトラ島。アチェー族の相撲
- パジョウ - ボルネオ島。新年祭でおこなわれる。
- パラバ - メンタウェ島。

### カンボジア
- バオク・チャム・バブ（英語: Bok_Cham_Bab） - クメール相撲・カンボジア相撲とも言う。古代アンコール帝国の兵士の衣装を纏い寺院内の土俵にて行われる。試合前に舞踊がある。地面に背中が付けば負けとなる。

### タイ
- チョンガイ -

### ビルマ
- ナバン（英語: Naban） - ジャケットレスリングの一種。関節技、絞め技、打撃技がある。

### フィリピン
- ブノ - タガログ族。ブノはタガログ語で「投げる」を意味する。伝統的グラップリング。試合は組み合った状態から行われ、極技、関節技、絞め技、打撃技、テイクダウン、寝技を含む投げ技で行われる。武器の使い方も習う。
- ブルトン（英語: Bultong） - イフガオ族の伝統的なベルトレスリング。伝統的には褌のみを着用だが現代ではシャツとパンツの着用は許されている。仲間意識・信頼関係の構築、価値観の共有を目的としている。紛争の解決にも用いられた。
- ドゥモグ（英語: Dumog） - デュモグとも呼ばれる。エスクリマの組み技。押す・引く、重心移動、関節技、相手の力を利用してバランスを崩す技が用いられる。
- キノムタイ -
- ドパップ（ブルトン） - イフガオ族。予め勝負前に掛ける技を決めておく。
- ハンキン - イフガオ族。片足を上げておこなう相撲。
- ウン・ウノング - ボントック族。争い事の解決のためにおこなう。
- アリアス・ダ・メネ -

### ベトナム
- ヴァット - ドウ・バットとも呼ばれるベトナム相撲。上半身裸で半ズボンと腰布を着用する。地面に足裏以外が付いたり、円から出たりすれば負けとなる。

### ミャンマー
- キイン（英語: Kyin） - パンツのみを着用。上半身のみを攻撃。顔への接触は禁止。
- アピアパ - 式典・儀礼的な場でおこなわれる相撲。
- ナバン（英語: Naban） -

## 南アジア

### インド
- クシュティー - ペルワニとも呼ばれる。寺院に併設された道場があり、ヒンドゥー教のハヌマーン神信仰に基づく。熟達者はペールワンと呼ばれる。
- ペルワニ -
- ガッタ・グスティ（英語: Gatta_gusthi） - ケーララ州のサブミッションレスリング。インド式レスリングとも呼ばれる。直径８ｍのゴダと呼ばれる砂を敷いたリングで行う。衣装は腰布のみを着用し裸足である。相手の衣服を掴んでも良い。体重別階級の無い無差別級。地面に倒すと勝ちになる。
- ケネ（英語: Kene_(Naga_wrestling)） - ナガランド州。ナーガレスリングとも呼ばれる。相手の腰帯を持って投げ、相手の膝より上を地面に付ければ勝ちとなる。土を盛り上げた円形の土俵で戦う。
- バラティヤ -
- ムクナ（英語: Mukna） - マニプル州。祭典で行われる伝統的ベルトレスリングの一種。帯を取り合い相手の背中を地面に付けて押さえつければ勝ちとなる。複数人で行うランブルファイトも存在する。優勝者はヤトラと呼ばれる。
- インブアン（英語: Inbuan_wrestling） - ミゾラム州。伝統的なベルトレスリングの一種。試合は、カーペットまたは芝生の上で、直径15〜16フィートの円の中で行われる。円から出れば負けとなる。相手を持ち上げれば勝ちとなる。試合時間は30秒から60秒。体重別の階級制。
- マラクラ（英語: Malakhra） - シンド州。マラクロとも呼ばれる。両方のレスラーが相手の腰にねじった布を巻き付けて始まる。
- キャッチ - バルチスタン州。ベルトレスリングの一種。
- マッラ・クリダ - スポーツ形式のレスリング。
- マッラ・ユッダ（英語: Malla-yuddha） - マーラ・ユッダ、ムーラ・ユッダとも呼ばれる。サンスクリット語で「レスリング戦闘」と意味する南インドの伝統的なレスリング。総合格闘技に近い技術体系を持っておりクシュティの元になった武術でもある。30フィートの正方形か円形の土俵で戦う。土俵は粘土を使用し約3日事に水が足され粘度を保たれ、怪我をしない程度の柔らかく、レスラーの動きを妨げない程度に固くなっている。衣装は腰布のみで戦う。
- ヴァジュラ・ムシュティ（英語: Vajra-mushti） - ケーララ地方。サンスクリット語「雷拳」「金剛拳」を意味する。最古の武道と言われている。武器を使用するレスリング。スパイクの付いたナックルダスターを使用する。最初の血が流れると試合は終了。
- カバディ - 古代インドが起源。パンジャブ・カバディとも呼ばれる。7人チームで行われる南アジアの民族レスリングの一種。相手を捕まえて投げ飛ばす。
- マティ・クシュティ - 北インドの泥レスリング。
- マリュータム - タミル・ナードゥ州。

### パキスタン
- クシュティー - 伝統的な相撲。マラクアの伝統的レスリング。腰に捻れた布を巻き付けて始まる。

### バングラデシュ
- ボリ・ケラ - バリ・ケラとも呼ばれる。伝統的レスリング。ボリはレスラー、ケラはゲームを意味する。円形・正方形の土俵で試合が行われる。

### ブータン
- キシェイ - ブータン相撲とも呼ばれるベルトレスリング。民族衣装であるゴと呼ばれる筒袖の服と腰紐着用し、互いの帯を持って投げ合う。

### ネパール
- ネパール相撲 -
- ダンガルクシュティー - 女性のレスリング。投げ落とすか押さえ込みで勝ちとなる。

## 中央アジア

### ウズベク
- クラッシュ - クラッシュとはウズベク語とタタール語で「レスリング」を意味する。ベルボリ・クラシュとも呼ばれる。ベルトレスリングの一種。3500年以上の歴史がある。ウズベクとタタールスタン共和国の伝統的なスタンディングジャケットレスリング。上半身にジャケット、ベルトを着用。柔道の立ち技に似ており、ジャケット・ベルトを掴んで投げ技だけで行われる。寝技や足技は無い。膝を付く、足を掴む、関節技、場外は反則である。

### カザフスタン
- カザフクレシュ - キュレス、カザクシアクレスとも呼ばれるジャケットレスリングの一種。半袖の道衣を着用する柔道に似た競技。足を掴むことは禁止だが足を掛けるのは良い。

### キルギス
- クロシュ - キルギスクロシュ・キルギス相撲とも呼ばれるベルトレスリング。土俵が無く、相手を投げたり地面に付けた方の勝ちとなる。
- アリシュ（英語: Alysh） -  アリシュは古代トルコ語で「ベルトを取る」「強者を決める」という意味。ズボン、ジャケット、ベルトを着用したベルトレスリング。古代から様々な行事で行われてきた。クラシックスタイル（足技禁止）とフリースタイル（足技可）の2種類のルールがある。試合時間は3分。体重別階級制。12 x 12 ｍのマットで行われる。

### タジク
- グシュティンギリ - ジャケットレスリングの一種。
- カウ -
- ゴーティ -

### トルクメニスタン
- ギョレシュ - ベルトレスリングの一種。腰に巻いた紐を持って行う。

## 中東アジア

### アフガニスタン
- コシティ - ターバンを腰布として着用

### イラン
- コシュティ - クシュティー、イランレスリングとも呼ばれる。ズールハネ（力の家）と呼ばれる訓練場で行う。シーア派文化。
- パフラヴァーニー - コシュティ・パフラヴァーニーとも呼ばれる。ズールハネ（力の家）と呼ばれるドーム状の訓練場で、戦士の訓練として行われていた。シーア派文化。上半身は裸で行う。ズボンを持っても良い。

### オマーン
- ラッタジュ -

### トルコ
- ヤールギュレシ - オイルレスリングとも呼ばれる。上半身は裸で革ズボンを着用。身体にオイルを塗って試合をおこなう。
- カラクチャク・ギュレシ（英語: Karakucak） - カラコジャック、カラクチャクとも呼ばれる。上半身は裸で革ズボンを着用。身体にオイルを塗ることは禁止。
- カラクチャク・ギュレシ - ガズィアンテプ県、アダナ県、オスマニエ州。ベルトレスリングの一種。
- アバ・ギュレシ - ハタイ県。アバレスリングとも呼ばれる。ジャケットレスリングの一種。レスラーは背中にアバを付け、腰にバンドを結ぶ。試合場は30×30ｍでロープで囲まれている。アバを無作法に投げることは禁じられている。
- クサ・シャルヴァル・ギュレシ - カフラマンマラシュ県。シャルヴァル・グレシ、シャルワールレスリングとも呼ばれる。シャルワール（シャルヴァル）と呼ばれるゆったりした半ズボンを着用し、裸足で行う。
- クシャク・ギュレシ - タタール・ギュレシとも呼ばれる。
- カル・ウステ・カラクチャク・グレシ -
- トルン・アバシ -
- シヤ・アバ -
- ボズ・アバ -
- キルミジ・アバ -
- マラシュ・アバシュ -
- ウルファ・アバシ -
- チュハ・アバシ -
- ハミス・アバシ -

## オセアニア

### オーストラリア
- コレーダ - アボリジニーの相撲。膝丈のズボン、ベルト、ジャケットを着用。試合場は直径4.5ｍの円で行われる。四つん這いで相手と組み合う。背中から投げ落とすか押さえ込みで勝ちとなる。
- ドナマン - アボリジニーの相撲。アルンガ族の成人式に行なわれる。両手を上げた防御者を攻撃者が持ち上げ投げれば勝ちとなる。
- ゴームブーブードゥー - アボリジニーの相撲。成人式での割礼時におこなう。

### ニュージーランド
- マカヒキ - 腕相撲の状態から行う片手だけで行うレスリング、相手の背中・尻が地面に付けば勝ちとなる。

### キリバス
- ブンワネ - キリバスの国民的スポーツ。建国記念日の祝賀行事で行われる。
- カウンラバタ - キリバス相撲。土俵が無い。

### トラケウ
- ファガトゥア - 先住民族の伝統的レスリング。主に村間の地域紛争を解決するために使われた。

### トンガ
- ピイ・タウバ - ボクシングとレスリングを組み合わせた武術。

### ニュージーランド
- ロンゴママウ - マオリ族。戦士の訓練、紛争解決に使用され、戦闘中に武装した戦士に対して使用される。マオリの自然の神々の動きを基にしたこの武術である。死者祭におこなう。

### パプアニューニギア
- エプー・コリオ - キワイ島。エポオ・コリオとも呼ばれる。半ズボンと腰布を着用。相手が壊そうとする砂の山を守って戦う。相手の背中を地面に付ければ勝ちとなる。

### ハワイ
- ホココ - カナカ・マオリ族。マカヒキ新年祭で行われる。
- ウマ - クラクライとも呼ばれる。。腕相撲の一種。

### フィジー
- ヴェイボ - 戦士の訓練として行われる。クシュティと融合しフリースタイルレスリングに似た形式になった。

### ポリネシア
- モアナ - マオリ族。ポリネシア式レスリング。テカ（槍投げ）、モトラア（ボクシング）、アモラア・オファエ（重い石を持ち上げる）とともに、毎年7月にパペーテで開催されるヘイヴァ・イ・タヒチ（伝統的なスポーツフェスティバル）の一部に含まれている。同様のスポーツは、クック諸島でもテ・マエバ・ヌイの建国記念日のお祝いに行われる。
- ポポコ - マオリ族（クック諸島）。プカプカ島の伝統的レスリング。ココナッツ繊維で編んだマロと呼ばれる分厚いベルトを締めて戦う。
- タウピガ - マオリ族（サモア諸島）。試合前にココナッツオイルを身体に塗って戦う。
- ファレガセ、タウファナトゥガ、ファンガトゥアンガ - サモア相撲。身体にオイルを付ける。
- ファンガツァ - トンガ相撲。儀式の一環としておこなう。
- ママウ - マオリ族。死者祭におこなう。
- ワトト -
- ハコーフ - ハワイ相撲。新年祭でおこなう。
- ファガトゥア - ファトとも呼ばれる。トケラウの相撲。
- タウファガトゥア -

### ミクロネシア
- カウンラバタ - キリバス相撲とも呼ばれる。土俵がなく、広い場所で試合をする。
- アセバル - クサエ島。相手の髪を掴んでも良い。
- エアカバレレ - ナウル島。出産を祝いおこなう。
- アウラス - ナモルク島。
- テタウタウ - ヌクオロ島。身体鍛錬としておこなう。
- カイドボドボグ - ペラウ島。
- パトル - ポナペ島

### メラネシア
- オノ (格闘技) - フィジー島。儀礼的行為。
- ヴァイサガ - フィジー島。男女が対戦する。
- フォイペア -

## アメリカ大陸

### アメリカ
- プロレス - 正式名称はプロフェッショナルレスリング。エキシビジョンマッチ・エンターテイメントに特化しており、派手なアクションやユーモア、ドラマチックな台本が特徴。国によって名称は異なり、アメリカではレスリング、日本ではプロレス、メキシコではルチャリブレ、ヨーロッパではキャッチ・アズ・キャッチ・キャンと呼ばれている。
- カレッジ・レスリング - フォークスタイルレスリング、大学レスリングとも呼ばれる。ヘッドギア、レスリングウェア、シューズを着用する。試合時間は7分。
- スカラスティック・レスリング - フォークスタイルレスリング、学校レスリングとも呼ばれる。中学、高校で行われるアマチュアレスリングの一種。ヘッドギア、レスリングウェア、シューズを着用する。膝・肘パッド、マウスガードなども着用可能。試合時間は中学4.5分、高校6分。
- ナバホレスリング - ナバホ族。
- タール・タク - イヌイット（エスキモー）。
- ポールプッシュ - ストロングマンコンテストで行われる力比べのレスリング。1本の丸太を双方が掴み、振り回し合う。
- トラックホイール・レスリング - 相手をタイヤに入れれば勝ちとなる。新しい競技。

### カナダ
- ウナタラトァト - イヌイット族。ウナトラトゥックとも呼ばれる。伝統レスリング。狩りの成功を祝って行われる狩猟儀式。立技と寝技に分かれており、寝技は足を絡めて相手の体勢を崩した方が勝ちとなる。
- ピローファイト - トロント市。枕投げとレスリングを合わせた格闘技。投げ技の他、枕による打撃が許されている。関節技・絞め技は禁止。

### キューバ
- ルチャ・デル・トレーテ -

### メキシコ
- ルチャ・リブレ -  メキシコ式のプロレス。覆面や派手な衣装を着用。アクロバットな技を使うことで有名。
- ルチャ・タラウマラ（スペイン語: Lucha_tarahumara） - チワワ州。ベルトレスリングの一種。腰やベルトを掴んで倒す。
- チュパ・ポラーソ（スペイン語: Chupa_porrazo） - オアハカ州。古代サポテカ族の軍事訓練に由来。腰に巻いた布を掴んで戦う。足技は禁止。

### ハイチ
- ピンゲ - 首相撲を主体としたレスリング。グレコローマンに近い。

## 南アメリカ

### アルゼンチン
- カラカ・ムラカ - ヤーガン族。女人禁制。
- ロンコテオ - パンパ族。ランケル族。アラウカノ族。
- クワバ（クロバ） - ンビジャー族

### チリ
- シネルグ柔術流 - 柔術に基づくレスリングスタイル。
- ケワトゥン -
- シュアケン -

### ブラジル
- ルタ・リーブリ - ルタ・リブレ、ブラジリアン・サブミッション・レスリングとも呼ばれる。キャッチレスリングと柔道が合わせって出来た武道。ルチャ・リブレと名称は似ているが異なる競技。
- ブラジリアン柔術 - 寝技主体の柔道がブラジル独自に発展したもの。
- フカフカ（英語: Huka-huka） -  ヤワラピティ族。
- ウッカ・ウッカ - アウエッチ族。四つん這いでおこなう。

### ベネズエラ
- 盾相撲 - ワラウ族。盾で押し合う力比べ。

### ペルー
- タカナクイ - チュンビビルカス州。革のジャケット、革の乗馬ズボンを着用。

### ボリビア
- ティンク - アンデス地域の舞踊。殴り合うポーズを取るが、実際に本気で殴り合う地域もある。

## 東ヨーロッパ

### シベリア
- クレシュ - トゥバの伝統的レスリング

### 南シベリア
- フレシュ（英語: Khuresh） - フレシュとはトルコ語の「戦い」が語源。クレシュとも呼ばれる。トゥヴァのテュルク系に伝わる伝統的なレスリング。ジャケットレスリングの一種。ブフに近いルールであり、足以外の身体の一部が地面に触れると負けになる。8月のナーディム祭でのトーナメントが最も重要なイベントである。

### セルビア
- ルヴァニェ（スペイン語: Rvanje） - ナロドノ・ルヴァニェ、ルヴァンジェとも呼ばれる伝統的な相撲。試合は宗教上の祝日に行われる。バックホールド、ベルトホールド、チェストホールドの3種類の組み合った形式から試合が始まる。
- ペリヴァン -

### タタールスタン共和国
- クレス -

### ハンガリー
- ハンガリー相撲 -

### ブルガリア
- ペリヴァン - ブルガリア相撲。ムスリムの祭典で行われる

### ブリヤート
- ブリヤート・レスリング -

### モルダヴィア
- トリンタ - 伝統的レスリング。14世紀末から15世紀初頭にかけて、兵士の身体訓練の一環として始まった格闘技。衣装はズボン・幅広のベルト・踵のない柔らかい靴を着用。試合は両者が腰を掴んだ状態で開始。体重別階級制。試合時間は5分。

### ルーマニア
- トランタ（ルーマニア語: Trântă） - ローマン・レスリングに由来する。試合場は円形の砂地かマットで行われる。試合時間は6分。

### ロシア
- サンボ - ソ連において各地の格闘技、柔道・レスリングを合わせたもの。
- バエヴォエサンボ - サンボの軍隊格闘技版。コンバット・サンボ、コマンドサンボとも呼ばれる。
- オイラート・ブフ -
- ブリヤート・ブフ -
- バスケレスリング - バスケットボールをやりながらレスリングで相手を妨害することができる。新しい競技。
- マスレスリング - サハ共和国。棒を引っ張り合う競技。衣装はスポーツウェア、ソフトシューズ。試合は年齢・体重別に行われるが無差別級もある。試合形式は個人戦・チーム戦。正確にはレスリングではない。

## 西ヨーロッパ

### オーストリア
- ランゲルン - ランゲルンはドイツ語で「格闘」を意味する。アイスランド相撲のグリマに、パンクラチオンが加わって生まれた。グレコローマンレスリングに技が近い。試合時間6分。相手の両肩を地面に倒せば勝ちとなる。ユネスコの無形文化遺産に登録された。
- ユッペリンゲン -

### オランダ
- ボルステル - 兵士の戦闘訓練として行われていたレスリング。試合場は草原や干し草の上。

### ドイツ
- ロベルン -
- ラウフェン -
- ヨーロピアン柔術 - 柔道に由来。

### フランス
- グーレン（英語: Gouren） - ブルターニュ地方。ケルト系。グーラン、グレーンとも呼ばれるジャケットレスリング。半袖の白いシャツ、膝下までの黒いズボン、裸足で行う。衣装に広告は認められない。体重別階級制。試合時間は年齢によって異なり3分から7分。
- リュット・パリジェンヌ - パリジャン・レスリングとも呼ばれる。

### スイス
- シュヴィンゲン - スイス式レスリング。シュヴィンゲン（振り回す）を意味するスイスの国技。衣装はワイシャツ、キャンバス地のズボン、ショートパンツ、ベルトを着用し農夫のような格好をする。おがくずを撒いた円形のリングで試合を行う。
- カレゴン - フリースタイルレスリングの原型。
- リュッツェン -
- レイブリンゲン -
- ホゼンランフ -

### 中世ヨーロッパ（各国）
- リンゲン - ナイトレスリングとも呼ばれる。中世ヨーロッパの徒手格闘技術。ヨーロッパの騎士が習っていた必須科目とも言われている。

## 南ヨーロッパ

### アルバニア
- ムンジェヴェンドス -

### イタリア
- ロッタ・カンピダネーサ - デルデーニャの襟、ジャケット、ベルトを着用するジャケットレスリングの一種。
- サ・ストルンパ（イタリア語: Istrumpa） - サルデーニャ島。スーツを着用して投げ合う紳士のレスリング。

### ギリシャ
- パレー - 古代ギリシャレスリングとも呼ばれる。背中、腰、方を地面につけるか、場外、関節技による降参で勝ちとなる。殴る蹴る目突き噛み付き金的攻撃は禁止。試合場は28.5×28.5ｍの正方形、砂・土でできている。

### 古代ギリシア
- パンクラチオン - 現代の総合格闘技に近い試合形式。

### スペイン
- ルチャ・レオネーサ（スペイン語: Lucha_leonesa） - レオン州。ルチャ・レオン、アルーチェレスリング、レオネーゼレスリングとも呼ばれる。親から子へ口承によって伝えられてきた。リネンの半袖シャツとショートパンツと革ベルト。試合場は直径12mから18mの円であり、屋外は芝生、屋内はマットを使用。相手のベルトを両手で掴んだ状態で試合が行われる。試合時間は1分30秒だが決勝のみ最大3分。地面に足以外が触れると負けになる。ユネスコの無形文化遺産に指定されている。
- ルチャ・カナリア - カナリア諸島。相手を殴らずに倒すことを目的としている。15ｍの円形の砂のリングで試合。組み合った状態から試合が行われ足の裏以外が地面に触れたら決着。半袖シャツと短パンで行われる。チーム戦と個人戦がある。
- ルチャ・バルトゥ - バルトゥ・レスリングとも呼ばれる伝統的ベルトレスリング。バルトゥとはアストゥリアス語で「倒す」を意味する。試合は組み合った状態から始める。頭部を掴む、打撃、関節技は禁止。
- アルーチェ - スペイン北西部の伝統的ベルトレスリング。アルーチェとは「組み技」という意味。

### ポルトガル
- ガルホファ - 相手を地面に押さえつけると勝ちになる。
- グラフホファ -

### セルビア
- ナロードノ・ルヴァンニェ（英語: Narodno_rvanje） -

### ユーゴスラビア
- ペリヴァン（英語: Pehlivan） - ペリバンとも呼ばれるレスリング。寝技もある。

### ルーマニア
- トゥリンタ（ルーマニア語: Trântă） -

## 北ヨーロッパ

### アイスランド
- レイクファング -
- グリマ - レイクファングを近代化した競技。ケルト系ヴァイキングに由来。腰と太ももに革ベルトを着用し、互いの周りを時計回りで回りながら試合を行う。力ではなく技術で投げる事を目的としており、相手に倒れ込んだり、力で押し倒しすことは禁止。相手の身体の肘と膝の間を地面に付ければ勝ちとなる。他のレスリングのような中腰姿勢は禁止であり、直立姿勢を維持する必要がある。

### ノルウェー
- リッキェクネッパ - サバ折りを用いたレスリング。
- リクタク -
- ブクセタク -
- ファムタク -
- アルメスラインキャ -
- スレンゲタク -

### スウェーデン
- タ・リヴタグ - 襟を握り合った状態で試合を行う。
- タ・クラクダ -
- アクセルタグ -
- ボンデタグ -
- リッグカスト - ラップランド地方。
- ブクスカスト - ラップランド地方。
- クラグカスト - 互いの襟首を掴んで戦う。
- ビシュカスト - ベルトやズボンを掴んで戦う。グリマとよく似たレスリング。
- ブロストカスト - 互いの腕を互いに上下に組み合い戦う。
- ラップカスト - ラップランド地方。
- タ・ボルグタグ - 西ゴトランド地方。

### デンマーク
- アラスラトーク -
- ブライズラトーク -
- ブローカトーク -

### フィンランド
- リヴタグ - 投げ技は禁止されている。
- ファムタグ -
- リッグカスト - 上半身を攻撃する。
- ボルテスカスト - 下半身を攻撃する。
- ビクスカスト - 下半身を攻撃する。
- クラグタグ - 自由に組んで投げ合う。。
- アルムタグ - 自由に組んで投げ合う。。

## バルト三国

### リトアニア
- リスティネス（英語: Ristynės） - バックホールドレスリングの一種。干し草の上で戦う。試合時間は2分間×2。1分間休憩を挟む。衣服を掴むのは禁止。相手を倒せば勝ちとなる。
- パッド（イタリア語: Pakištynės） - バックホールドレスリングの一種。相手を倒せば勝ちとなる。
- ラスタインズ - 伝統的なベルトレスリング。試合は干し草かマットで行われる。ジャケット、ズボン、腰紐を着用。3回転ばした方が勝ちとなる。

## ブリテン諸島

### アイルランド
- カラー・アンド・エルボー（英語: Collar-and-elbow） - ケルト系。上衣とショートパンツを着用。互いの肘と襟を掴んだ状態で試合が始まる。
- バログ（英語: Barróg） - バックホールドレスリングの一種。アイルランド語で「抱擁」「抱擁」を意味するとおり、相手のジャケットや帯を持って行うため抱き合っているように見える。足裏以外を地面に接触させれば勝ちとなる。20世紀初頭まで行われていた。

### イギリス
- キャッチ・アズ・キャッチ・キャン - キャッチレスリングとも呼ばれる。ランカシャースタイルに由来するサブミッション主体のレスリング
- ランカシャースタイル - ランカシャー・レスリングとも呼ばれる。1300年代に由来。キャッチレスリング（キャッチ・アズ・キャッチ・キャン）の起源とも呼ばれており、相手のどこを掴んでも良い。寝技があり、押さえ込み、極技を決めれば勝ちとなる。
- コーニッシュ・スタイル（英語: Cornish_wrestling） - コーニッシュ・レスリング、コーンウォール・レスリングとも呼ばれる。上半身ジャケットを着用して行われる。柔道に似たレスリング。
- デボンジャー・スタイル（英語: Devon_wrestling） - デボンジャー・レスリング、デボンレスリングとも呼ばれる。木靴を履き、組み合った状態で相手の下半身を蹴っても良い。
- カンバーランド アンド ウェストモーランド・レスリング - 伝統的な衣装はシャツ、ズボン、ショートパンツ、ブーツを着用。互いに組み合ったした状態で開始する。衣装には花や鳥が刺繍されている。
- ノーフォーク・レスリング - 寝技のないジャケット・レスリング。
- グレイビー・レスリング - ランカシャー村。グレイビーソースの溜めた試合場で行うレスリング。衣装は自由。押さえ込み、ギブアップ、投げ技で勝ちとなる。

### スコットランド
- スコティッシュ・バックホールド（英語: Scottish_backhold） - ケルト系。キルトを着用し四つ組みで試合を行う。双方が背中で胸と肩を掴み合い、右手は相手の左腕の下に、左腕は右腕の上に置く。顎は反対側の右肩に乗せて試合を開始する。
- スコットランド・ヤード・レスリング -

### コーンウォール
- デヴィン - ケルト系。

### ウェールズ
- ケルトレスリング - ケルト系

### カンバーランド
- カンバーランド - ケルト系

## コーカサス地域

### アゼルバイジャン
- ギュレシュ - 上半身裸でおこなうレスリング

### アルメニア
- コホ（アルメニア語: Կոխ） - コッホ、コーシュとも呼ばれる。ジャケットレスリングの一種。伝統的な衣装を身につけて民族舞踊のあとに試合が開始される。直径7mから9mのマット上で行われ、相手の背中をマットに付ければ勝ちとなる。柔道と似たルールで行われる。

### ジョージア
- チダオバ - ベストとパンツ、レスリングシューズを着用し砂の上で戦う。上半身のみ攻撃してよい。試合はキリスト教の祝日に開催される。
- フリドリ（英語: Khridoli） -
- クリヴィ -

## アフリカ

### 西アフリカ全般
- ルッテ・トラディショナル - セネガル相撲他、アフリカ系レスリングに関連。

### エジプト
- ヌビア相撲 -
- バート・マスリー -

### エチオピア
- レ・エフィ・アレー・エーセー - 投げ技主体のレスリング。急所、経穴を狙うこともある。
- ティゲル - 伝統的なレスリング。

### エリトリア
- テスタ - 噛み付き可能なレスリング。

### カメルーン
- ドゥアラ相撲 -

### ガンビア
- ボレ - ガンビア相撲。

### コートディヴォワール
- ゴン - 大乾季の12月から2月にかけて行う。村同士の対抗戦。

### コンゴ
- グウィンドゥルムトゥ - ベルトレスリングの一種。帯紐を付けて組み合う。頭突き、蹴りが可能。
- リバンダ - モンゴ族。円形のリングの中で組み合う。相手を掴んだり、投げ技や足払いを使って相手を倒すと勝ちになる。

### スーダン
- トゥーバタ - 収穫祭で行われる。直系20mの土俵で戦い、相手の上半身の一部を地面に触れさせると勝ちになる。
- ヌバ・レスリング（英語: Nuba_wrestling） - 南コルドファン州ヌバ山脈に住むヌバ族の植樹祭・収穫祭で行われる伝統的なレスリング。伝統的には裸であったが、現在は半袖、ショートパンツで行われる。若者は村を代表してトーナメントに参加する。
- ヌバ・ファイティング - ヌバ族。ヌバ棒術とも呼ばれる。棒術とレスリングが合わさった武術。流血かノックアウトで勝ちとなる。盾と棒を装備する。
- カ・ボイ・ジョグ - 先住民の伝統的レスリング。腰に動物の革を巻き戦う。相手の背中を地面に付ければ勝ちとなる。

### セネガル
- ランブ - セネガル相撲、ラーム、ランブ・ブレとも呼ばれる。衣装はショートパンツを着用し半裸で行われる。相手の背中を地面に付けるか尻餅を付かせれば勝ちとなる。打撃が許可されているのでKO勝ちもある。プロリーグが人気。
- ンジョム - セレール族相撲
- ムカゾ・ンチャ・シカナ - 投げ技主体のレスリング。急所、経穴を狙うこともある。
- ベリ -
- オルバ -

### チュニジア
- グレッチ - グレッシュ、グレチとも呼ばれる伝統的なベルトレスリング。衣装は半袖シャツ、ゆったりとしたズボン、ベルト。試合場の砂地の上で戦い、相手の背中を地面に付ければ勝ちとなる。

### トーゴ
- エヴァラ（スペイン語: Evala） - エヴァラ・レスリングとも呼ばれる。カラで毎年開催される伝統的相撲。衣装はショートパンツを着用し、全身に穀物の灰を被る。相手の背中を地面に付ければ勝ちとなる。ガンビエ族の18歳から20歳までの男性5人のチーム戦。一週間にわたって勝負は続く。成人の儀を兼ねており、若者には3年間の参加義務がある。若者の勇敢・忍耐力・勇気、禁欲を鍛えるために行われる。ルッテ・トラディショナルの影響。
- ズヴァラ -

### ナイジェリア
- ギディグボ（フランス語: Gidigbo） - ヨルバ族。ナイジェリア相撲とも呼ばれる。伝統的なレスリング。頭突きが可。
- コカワ -
- コロコロ -
- イグバ・ナグバ -

### マダガスカル
- モラング -

### レユニオン
- モラング -
- クローシュ - ヨーロッパ式レスリング。